# Uddannelses- og Forskningsministeriet
Das Uddannelses- og Forskningsministeriet („Ausbildungs- und Forschungsministerium“) ist das dänische Forschungsministerium. Es hat seinen Sitz in der Slotsholmsgade 10 im Zentrum Kopenhagens. Zu seinen Aufgaben zählt zum einen, das Zusammenwirken von Betrieben und universitärer Forschung und Ausbildung zu sichern; zum zweiten Wirtschafts- und Innovationspolitik der Regierung zu koordinieren und drittens die Aufsicht über die unterstellten Institutionen zu führen, als da wären Universitäten, Handelshochschulen, Forschungszentren und die dänischen Auslandsinstitute. Seit Juli 2017 untersteht dem Ministerium der Rat für wissenschaftliche Unredlichkeit.
Seinen derzeitigen Namen trägt das Ministerium seit dem 3. Februar 2014 und wird seit dem 15. Dezember 2022 von Christina Egelund (Moderaterne) geleitet.

## Geschichte
Das Ministerium wurde beim Amtsantritt der Regierung Poul Nyrup Rasmussen im Januar 1993 als Forschungs- und Technologieministerium (Forsknings- og Teknologiministeriet) gegründet. Bereits 1994 wurde der Name zu Forschungsministerium verkürzt. 2000 erfolgte die Umbenennung in Ministerium für Informationstechnologie und Forschung (IT- og Forskningsministeriet). 2001 folgte die Bezeichnung Ministerium für Wissenschaft, Technologie und Entwicklung (Ministeriet for Videnskab, Teknologi og Udvikling).
Der Zuständigkeitsbereich wurde 2001 um Universitäten, privatwirtschaftliche Forschung sowie Technologie- und Innovationspolitik erweitert. 2011 kamen höhere Ausbildungen im Kunstbereich und der Seefahrt hinzu.

## Gliederung
Dem Forschungsministerium sind zwei Behörden unterstellt: 
- Behörde für Forschung und Innovation (Styrelsen for Forskning og Innovation, FI)

Abteilung für Verwaltung und Digitalisierung (Center for Administration og Digitalisering)
Rechts- und Kommunikationsabteilung (Center for Ledelse og Jura)
Abteilung für Wissenschaft und Forschungsinfrastruktur (Center for Videnskab og Forskningsinfrastruktur)
Abteilung für Globalisierung (Center for Globalisering)
Abteilung für Strategische Forschung und Wachstum (Center for Strategisk Forskning og Vækst)
- Behörde für Hochschulausbildung (Styrelsen for Videregående Uddannelser)

fünf Abteilungen
Das Ministerium arbeitet mit verschiedenen Gremien und Ausschüssen zusammen, u. a. mit dem Forschungspolitischen Rat, dem Rat für Technologie und Innovation, dem Rat für freie Forschung, dem Rat für strategische Forschung, dem Forschungskoordinations-Ausschuss.

## Zugeordnete Einrichtungen
Dem Forschungsministerium unterstehen zurzeit folgende staatliche Einrichtungen (Auswahl):
| Institution                                                                                           | Beschreibung | Sitz       |
| --- | --- | ---------- |
| Architektenschule Aarhus (Arkitektskolen Aarhus)                                                      | Ausbildungs- und Forschungseinrichtung mit 800 Architektur- und Designstudenten                                    | Aarhus     |
| Designschule Kolding (Designskole Kolding)                                                            | Hochschule für Design                                                                                              | Kolding    |
| Informationswissenschaftliche Akademie (Det Informationsvidenskabelige Akademi, IVA)                  | Hochschule für Informationswissenschaft                                                                            | Kopenhagen |
| Hochschulen für Architektur, Design und Konservierung (Skoler for Arkitektur, Design og Konservering) | Seit Juni 2011 fusioniert unter dem Dach der Königlich Dänischen Kunstakademie (Det Kongelige Danske Kunstakademi) | Kopenhagen |